# عمر عبد الرحمن (أكاديمي)
عمر عبد الرحمن (بالملايوية: Omar Abdul Rahman)‏ هو أكاديمي ماليزي، ولد في 1932.